# سنار تالوكا
سنار تالوكا هي وحدة محلية تابعة لتقسيم نيفاد الإداريّ في منطقة ناشيك التابعة لولاية ماهاراشترا، الهند.